# Idaea torrida
Idaea torrida är en fjärilsart som beskrevs av W. Warren 1904. Idaea torrida ingår i släktet Idaea och familjen mätare. Inga underarter finns listade i Catalogue of Life.